# 山田元
山田 元（やまだ げん、1940年 - ） は、日本の機械工学者。北海道大学名誉教授。元日本機械学会副会長。

## 人物・経歴
北海道生まれ。1965年北海道大学大学院工学研究科修士課程修了。
北海道大学工学部講師を経て、1966年北海道大学工学部助教授に昇任。1986年北海道大学工学部教授に昇格。1997年日本機械学会機械力学・計測制御部門長。2001年日本機械学会副会長。2004年北海道工業大学総合教育研究部教授、北海道大学名誉教授。工学博士。Journal of Sound and Vibration編集委員なども務めた。2021年春の叙勲で瑞宝中綬章受章。